# Centaurea camelorum
Centaurea camelorum — вид квіткових рослин айстрових (Asteraceae). Ендемік Саудівської Аравії.